# Ignazio Nasalli
Ignazio Nasalli (ur. 7 października 1750 w Parmie, zm. 2 grudnia 1831 w Rzymie) – włoski kardynał.

## Życiorys
Urodził się 7 października 1750 roku w Parmie, jako syn Girolama Nasalliego i Giulii Ratti. Studiował na Uniwersytecie Parmeńskim, gdzie uzyskał doktorat utroque iure. 24 września 1774 roku przyjął święcenia kapłańskie. Następnie został kanonikiem kapituły w Rawennie i referendarzem Trybunału Obojga Sygnatur. 17 grudnia 1819 roku został tytularnym arcybiskupem Cyrrhus, a dwa dni później przyjął sakrę. Rok później został nuncjuszem w Konfederacji Szwajcarskiej, a jego główną misją było erygowanie nowych diecezji na terenie kantonów. Przebywając w Utrechcie udało mu się doprowadzić do podpisania konkordatu pomiędzy Stolicą Piotrową, a Niderlandami. 25 czerwca 1827 roku został kreowany kardynałem prezbiterem i otrzymał kościół tytularny Sant’Agnese fuori le mura. Zmarł 2 grudnia 1831 roku w Rzymie.